# Lae City Football Club
El Lae City Football Club anteriormente llamado Toti City Dwellers Football Club y Toti City Dwellers Football Club es un club de fútbol de la ciudad de Lae, Papúa Nueva Guinea. Fue fundado en 2014 con el nombre Lae City Dwellers. Actualmente se desempeña en la Liga Nacional de Fútbol de Papúa Nueva Guinea. En 2018 cambiaron su nombre por el que tienen actualmente.

## Palmarés
- Liga Nacional de Fútbol de Papúa Nueva Guinea (7) : 2015, 2016, 2017, 2018, 2019, 2020, 2022